# Abdelali Mhamdi
Abdelali Mhamdi (en árabe: عبد العالي المحمدي‎; Marrakech, 29 de noviembre de 1991) es un futbolista marroquí que juega en la demarcación de portero para el Al-Batin F. C. de la Liga de Yello.

## Selección nacional
Hizo su debut con la selección de fútbol de Marruecos el 13 de agosto de 2017 en un encuentro para la clasificación para el Campeonato Africano de Naciones de 2018 contra Egipto que finalizó con un resultado de empate a uno tras los goles de Ahmed El-Sheikh para Egipto, y de Badr Banoun para el combinado marroquí. Además disputó un partido del Campeonato Africano de Naciones de 2018.

## Clubes
| Club                    | País           | Año       | Partidos | Goles |
| ----------------------- | -------------- | --------- | -------- | ----- |
| Kawkab de Marrakech     | Marruecos      | 2012-2015 | 40       | 0     |
| Renaissance de Berkane  | Marruecos      | 2015-2019 | 150      | 0     |
| Abha Club               | Arabia Saudita | 2019-2022 | 90       | 0     |
| MAS Fez                 | Marruecos      | 2022-2023 | 19       | 0     |
| Al-Batin F. C.          | Arabia Saudita | 2023-2024 | 31       | 0     |
| Wydad Casablanca        | Marruecos      | 2024-2025 | 2        | 0     |
| Al-Batin F. C. (cedido) | Arabia Saudita | 2025-     |          |       |

## Palmarés

### Campeonatos nacionales
| Título | Club                | País      | Año  |
| ------ | ------------------- | --------- | ---- |
| GNF 2  | Kawkab de Marrakech | Marruecos | 2013 |